# هم‌چنان تحت فشار
«هم‌چنان تحت فشار» آلبومی از سپولترا است که در سال ۱۹۸۹ میلادی منتشر شد.